# Lee Grant
Lee Grant, pseudonimo di Lyova Haskell Rosenthal (New York, 31 ottobre 1925), è un'attrice, regista, produttrice cinematografica ed ex ballerina statunitense, vincitrice dell'Oscar alla migliore attrice non protagonista nel 1976.

## Biografia
Nel 1952 vinse al Festival di Cannes il premio per la migliore interpretazione femminile con il suo primo film, Pietà per i giusti di William Wyler. Nello stesso anno il suo nome finì nella lista nera di Hollywood e la Grant rimase fuori dai set cinematografici fino al 1963.
Fu in seguito candidata altre tre volte ai premi Oscar, vincendolo alla terza candidatura nel 1976, come miglior attrice non protagonista per l'interpretazione in Shampoo. Nel 2014 pubblica la sua autobiografia I Said Yes to Everything. A Memoir.

## Filmografia

### Cinema
- Pietà per i giusti (Detective Story), regia di William Wyler (1951)
- La paura bussa alla porta (Storm Fear), regia di Cornel Wilde (1955)
- Nel mezzo della notte (Middle of the Night), regia di Delbert Mann (1959)
- Il balcone (The Balcony), regia di Joseph Strick (1963)
- An Affair of the Skin, regia di Ben Maddow (1963)
- Terror in the City, regia di Allen Baron (1964)
- Divorzio all'americana (Divorce American Style), regia di Bud Yorkin (1967)
- La calda notte dell'ispettore Tibbs (In the Heat of the Night), regia di Norman Jewison (1967)
- La valle delle bambole (Valley of the Dolls), regia di Mark Robson (1967)
- Buonasera, signora Campbell (Buona Sera, Mrs. Campbell), regia di Melvin Frank (1968)
- Io sono perversa (The Big Bounce), regia di Alex March (1969)
- Abbandonati nello spazio (Marooned), regia di John Sturges (1969)
- Il padrone di casa (The Landlord), regia di Hal Ashby (1970)
- Uomini e cobra (There Was a Crooked Man), regia di Joseph L. Mankiewicz (1970)
- Appartamento al Plaza (Plaza Suite), regia di Arthur Hiller (1971)
- Se non faccio quello non mi diverto (Portnoy's Complaint), regia di Ernest Lehman (1972)
- Progetto micidiale (The Internecine Project), regia di Ken Hughes (1974)
- Shampoo, regia di Hal Ashby (1975)
- La nave dei dannati (Voyage of the Damned), regia di Stuart Rosenberg (1976)
- Airport '77, regia di Jerry Jameson (1977)
- La maledizione di Damien (Damien: Omen II), regia di Don Taylor (1978)
- Swarm (The Swarm), regia di Irwin Allen (1978)
- Mafu - Una terrificante storia d'amore (The Mafu Cage), regia di Karen Arthur (1978)
- When You Comin' Back, Red Ryder?, regia di Milton Katselas (1979)
- E io mi gioco la bambina (Little Miss Marker), regia di Walter Bernstein (1980)
- Charlie Chan e la maledizione della regina drago (Charlie Chan and the Curse of the Dragon Queen), regia di Clive Donner (1981)
- Delitto al Central Hospital (Visiting Hours), regia di Jean-Claude Lord (1982)
- Billions for Boris, regia di Alexander Grasshoff (1984)
- Teachers, regia di Arthur Hiller (1984)
- Braccio vivente (The Big Town), regia di Ben Holt (1987)
- Prossima fermata: paradiso (Defending Your Life), regia di Albert Brooks (1991)
- Under Heat, regia di Peter Reed (1994)
- Un party per Nick (It's My Party), regia di Randal Kleiser (1996)
- Il colore del fuoco (The Substance of Fire), regia di Daniel J. Sullivan (1996)
- Poor Liza, regia di Slava Tsukerman (2000)
- Il dottor T & le donne (Dr T and the Women), regia di Robert Altman (2000)
- The Amati Girls, regia di Anne De Salvo (2000)
- Mulholland Drive (Mulholland Dr.), regia di David Lynch (2001)
- Going Shopping, regia di Henry Jaglom (2005)
- Killian & the Comeback Kids, regia di Taylor A. Purdee (2020) – voce

### Televisione
- Actor's Studio – serie TV, 1 episodio (1950)
- Danger – serie TV, 4 episodi (1950-1952)
- Aspettando il domani (Search for Tomorrow) – serie TV, 1 episodio (1951)
- Studio One – serie TV, 1 episodio (1952)
- ABC Album – serie TV, 1 episodio (1953)
- Broadway Television Theatre – serie TV, 1 episodio (1953)
- The Philco Television Playhouse – serie TV, 1 episodio (1955)
- Kraft Television Theatre – serie TV, 1 episodio (1955)
- The Alcoa Hour – serie TV, episodio 1x14 (1956)
- Playwrights '56 – serie TV, 1 episodio (1956)
- Kraft Television Theatre – serie TV, 2 episodi (1958)
- Where Is Thy Brother?, regia di Ernest Kinoy – film TV (1958)
- Brenner – serie TV, 1 episodio (1959)
- The World of Sholom Aleichem, regia di Don Richardson – film TV (1959)
- Play of the Week – serie TV, 2 episodi (1959-1960)
- Great Ghost Tales – serie TV, 1 episodio (1961)
- Golden Showcase – serie TV, 1 episodio (1962)
- Assistente sociale (East Side/West Side) – serie TV, 1 episodio 1x09 (1963)
- The Nurses – serie TV, 3 episodi (1963-1965)
- La parola alla difesa (The Defenders) – serie TV, 3 episodi (1963-1965)
- Festival – serie TV, episodio 1x12 (1964)
- Il fuggiasco (The Fugitive) – serie TV, 1 episodio (1964)
- Ben Casey – serie TV, episodi 3x32-4x06 (1964)
- Slattery's People – serie TV, episodio 1x07 (1964)
- For the People – serie TV, 1 episodio (1965)
- Peyton Place – soap opera, 70 puntate (1965-1966)
- ABC Stage 67 – serie TV, episodi 1x01-1x08 (1966)
- La grande vallata (The Big Valley) – serie TV, 1 episodio (1967)
- Polvere di stelle (Bob Hope Presents the Chrysler Theatre) – serie TV, 1 episodio (1967)
- Ironside – serie TV, 2 episodi (1967)
- Al banco della difesa (Judd for the Defense) – serie TV, 1 episodio (1968)
- Missione impossibile (Mission: Impossible) – serie TV, 1 episodio (1968)
- Medical Center – serie TV, 1 episodio (1969)
- Bracken's World – serie TV, 1 episodio (1970)
- Mod Squad, i ragazzi di Greer (The Mod Squad) – serie TV, 1 episodio (1970)
- Reporter alla ribalta (The Name of the Game) – serie TV, 2 episodi (1970)
- Amore extraterrestre (Night Slaves), regia di Ted Post – film TV (1970)
- The Neon Ceiling, regia di Frank Pierson – film TV (1971)
- Colombo (Columbo) – serie TV, episodio pilota (1971)
- Robert Young and the Family, regia di Bud Yorkin – film TV (1971)
- Uomini di legge (Storefront Lawyers) – serie TV, 1 episodio (1971)
- La moglie del tenente (Lieutenant Schuster's Wife), regia di David Lowell Rich – film TV (1972)
- Partners in Crime, regia di Jack Smight – film TV (1973)
- The Shape of Things, regia di Lee Grant e Carolyn Raskin – film TV (1973)
- Amicizia meravigliosa (What Are Best Friends For?), regia di Jay Sandrich – film TV (1973)
- Fay – serie TV, 10 episodi (1975-1976)
- Great Performances – serie TV, 2 episodi (1975-1978)
- Perilous Voyage, regia di William A. Graham – film TV (1976)
- Non ridete di lei (The Spell), regia di Lee Philips – film TV (1977)
- La Casa Bianca dalla porta di servizio (Backstairs at the White House), regia di Michael O'Herlihy – miniserie TV (1979)
- Tornerò alla mia terra (You Can't Go Home Again), regia di Ralph Nelson – film TV (1979)
- Un bacio da un milione di dollari (The Million Dollar Face), regia di Michael O'Herlihy – film TV (1981)
- Club Max (For Ladies Only), regia di Mel Damski – film TV (1981)
- 7° - Non uccidere (Thou Shalt Not Kill), regia di I.C. Rapoport – film TV (1981)
- Il profumo del potere (Bare Essence), regia di Walter Grauman – miniserie TV (1982)
- Credere per vivere (Will There Really Be a Morning?), regia di Fielder Cook – film TV (1983)
- Giorno per giorno (One Day at a Time) – serie TV, 1 episodio (1984)
- Mussolini: The Untold Story, regia di William A. Graham – miniserie TV (1985)
- The Hijacking of the Achille Lauro, regia di Robert L. Collins – film TV (1989)
- Quando lei dice no (She Said No), regia di John Patterson – film TV (1990)
- Il cane di papà (Empty Nest) – serie TV, 1 episodio (1992)
- Morire d'amore (Something to Live for: The Alison Gertz Story), regia di Tom McLoughlin – film TV (1992)
- Giustizia privata - Una madre sotto accusa (In My Daughter's Name), regia di Jud Taylor – film TV (1992)
- Citizen Cohn, regia di Frank Pierson – film TV (1992)
- Zanna Bianca (White Fang) – serie TV, 1 episodio (1993)
- American Masters – serie TV, 1 episodio (2000) – voce

## Riconoscimenti
- Premio Oscar
  - 1952 – Candidatura alla migliore attrice non protagonista per Pietà per i giusti
  - 1971 – Candidatura alla migliore attrice non protagonista per Il padrone di casa
  - 1976 – Migliore attrice non protagonista per Shampoo
  - 1977 – Candidatura alla migliore attrice non protagonista per La nave dei dannati
- Golden Globe
  - 1952 – Candidatura alla migliore attrice non protagonista in un film per Pietà per i giusti
  - 1968 – Candidatura alla migliore attrice non protagonista in un film per La calda notte dell'ispettore Tibbs
  - 1971 – Candidatura alla migliore attrice non protagonista in un film per Il padrone di casa
  - 1976 – Candidatura alla migliore attrice non protagonista in un film per Shampoo
  - 1977 – Candidatura alla migliore attrice non protagonista in un film per La nave dei dannati
- Festival di Cannes
  - 1951 – Prix d'interprétation féminine per Pietà per i giusti

## Doppiatrici italiane
Nelle versioni in italiano dei suoi film, Lee Grant è stata doppiata da:
- Flaminia Jandolo in La valle delle bambole, Buonasera, signora Campbell, Progetto micidiale
- Rita Savagnone in Abbandonati nello spazio, Shampoo, Airport '77
- Rosetta Calavetta in La calda notte dell'ispettore Tibbs, Appartamento al Plaza
- Manuela Andrei in Teachers, Prossima fermata: paradiso
- Vittoria Febbi in Colombo, Mafu - Una terrificante storia d’amore
- Maria Pia Di Meo in Swarm, Il profumo del potere
- Cristina Grado in Un bacio da un milione di dollari, Braccio vivente
- Rina Morelli in Pietà per i giusti
- Renata Marini in La paura bussa alla porta
- Fiorella Betti in Nel mezzo della notte
- Adriana De Roberto in Se non faccio quello non mi diverto
- Lucia Catullo in La nave dei dannati
- Ada Maria Serra Zanetti in La maledizione di Damien
- Cristina Noci in Mulholland Drive
- Liliana Sorrentino in Quando lei dice no
- Angiola Baggi in Morire d'amore
- Marzia Ubaldi in Zanna Bianca